# Lucien Bonaparte
Lucien Bonaparte (Luciano Buonaparte: Ajaccio, 21. svibnja 1775. – Viterbo, Italija, 29. lipnja 1840.), mlađi brat Josepha i Napoleona I. Bonapartea. Treći sin Carla Maria Bonapartea i Leticije Ramolino. 

## Životopis
Rodio se 1775. godine u obitelji Carla Bonapartea i Marie Ramolino. Školovao se u Francuskoj, da bi se po izbijanju Francuske revolucije 1789. godine, vratio na Korziku i pridružio se radikalnom klubu Jakobinaca; pristaša Robespierra. Djelovao je politički protiv Pasquala Paolija i nastojao je uvjeriti svoju braću da prekinu veze s njim.
Nakon prevrata, izvršenog dana 9. thermidora (27. srpnja 1794.) godine, uhvaćen je i kao član jakobinskog kluba zatvoren. Godine 1795. oslobodio ga je brat Napoleon iz zatvora i tako Lucien nije doživio sudbinu mnogih jakobinaca koji su završili pod oštricom giljotine. Nakon oslobođenja, Napoleon mu je povjerio dužnost u francuskoj vojsci, stacioniranoj u Njemačkoj, ali Lucien je napustio službu i vratio se na Korziku. Godine 1798. izabran je u Vijeće pet stotina, kao poslanik Korzike. Kao predsjednik Vijeća pet stotina, izveo je Napoleonov državni udar, 18. brumairea (9. studenog 1799.). Bez ikakvih poteškoća je svog starijeg brata proglasio konzulom.
Tijekom konzulata je bio ministar unutrašnjih poslova. Tu dužnost je obavljao od 1799. do 1800. godine. Budući da je shvatio kako je Napoleonova težnja za moći, ugroza za demokraciju, došao je u konflikt s Napoleon, zbog čega je izgubio dužnost ministra.
Godine 1800. godine je bio proglašen poslanikom na dvoru u Španjolskoj. Tamo je upoznao Manuela de Godoya, koji mu je ponudio visok novac da ne napadnu Portugal i stupe s njom u mir. Lucien je prihvatio ponudu, što je razljutilo njegova brata Napoleona. On je htio da okupiraju Portugal i napadnu ga. Zbog toga je Napoleon zašao u sukob sa svojim bratom. Nazvao ga je izdajicom i lopovom. Zbog tog sukoba je Lucien 1804. godine morao otići u Rim. Istovremeno, umrla je Lucienova supruga, Christine Boyer, a Lucien se tajno vjenčao s Alexandrinom de Bleschamps, što je izrevoltiralo Napoleona, jer ga je on htio oženiti sa španjolskom princezom Marijom Lujzom. Zbog toga ga je Napoleon protjerao iz Francuske pa se nastanio u Italiji.
U prosincu 1807., Napoleon mu je ponudio naslov francuskog princa, ako razvrgne brak sa suprugom. Lucien je odbio ponudu i otputovao u Ameriku. No tamo su ga Englezi zarobili i držali u kućnom pritvoru sve do 1814. godine, kada je oslobođen. Otišao je natrag u Rim i iste je godine proglašen knezom od Canina. Kasnije, 1815. godine, podržava Napoleonov ponovni povratak na prijestolje i pristupa njegovoj drugoj vladavini. No iste te godine je car Napoleon I. bio poražen u bitci kod Waterlooa, a onda prognan na Svetu Helenu, otočić u Atlantskom oceanu. Lucien je kao njegov brat i podanik, bio zarobljen od strane kralja Sardinije. No zahvaljujući brzoj intervenciji papa Pia VII., je bio oslobođen. Lucien Bonaparte je ostatak svog života proveo u Italiji, gdje je stekao i naslov kneza od Musignana (1824.).

## Obitelj
S prvom ženom Christine Boyer (1771. – 1800.) imao je četvero djece:
- Charlotte Bonaparte Gabrielli
- mrtvorođenog sina († 1796.)
- Victoire Gertrude Bonaparte († 1797.)
- Christine Egypte Bonaparte (1798. – 1847.)

S drugom ženom Alexandrine de Bleschamps (1778. – 1855.), udovicom Hippolytea Jouberthona, imao je desetero djece:
- Charles Lucien Bonaparte (1803. – 1857.) - francuski biolog i ornitolog
- Letizia Bonaparte (1804. – 1871.)
- Joseph Lucien Bonaparte (1806. – 1807.)
- Jeanne Bonaparte (1807. – 1829.)
- Paul Marie Bonaparte (1809. – 1827.)
- Louis Lucien Bonaparte (1813. – 1891.) - francuski jezikoslovac i filolog
- Pierre Napoleon Bonaparte (1815. – 1881.)
- Antoine Bonaparte (1816. – 1877.)
- Marie Alexandrine Bonaparte (1818. – 1874.)
- Constance Bonaparte (1823. – 1876.)

## Vanjske poveznice
- Lucien Bonaparte - Britannica Online (engl.)